# Guilherme IV da Baviera
Guilherme IV da Baviera (em alemão Wilhelm IV. von Bayern) (Munique, 13 de novembro de 1493 — Munique, 7 de março de 1550) foi um membro da dinastia de Wittelsbach, duque da Baviera de 1508 a 1550.

## Casamento e descendência

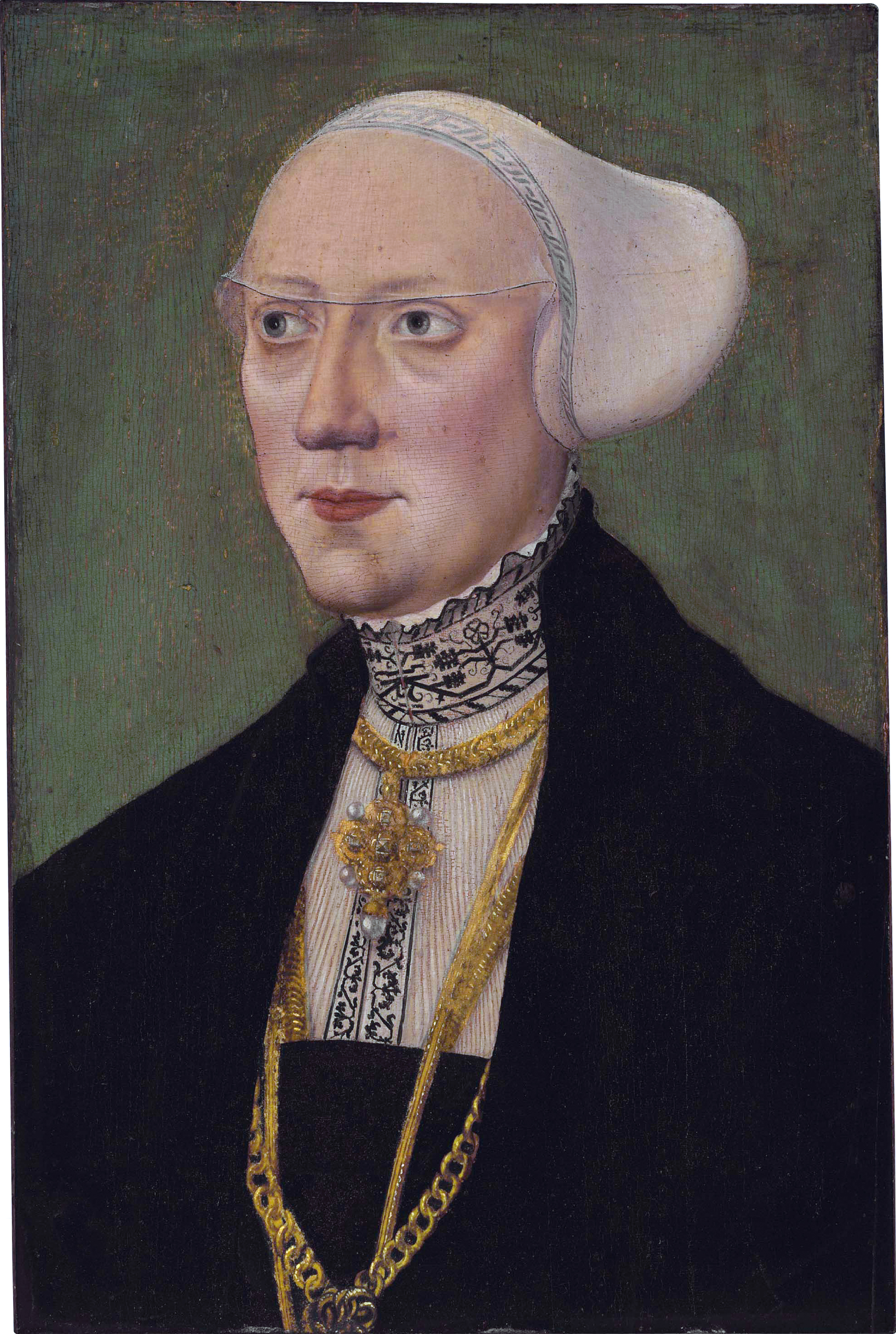
Maria Jacoba de Baden-Sponheim, mulher de Guilherme IV, (Hans Schöpfer)

Em 1522 Guilherme casou com Maria de Baden-Sponheim (1507–1580), filha do marquês Filipe I de Baden e da sua mulher Isabel do  Palatinado. Deste casamento, nasceram quatro filhos:
1. Teodoro (Theodor) (1526–1534);
2. Alberto V (Albrecht V.) (1528–1579), que sucedeu ao pai como duque da Baviera;[1]
3. Guilherme (Wilhelm) (1529–1530);
4. Matilde (Mechthild) (1532–1565), casou com Felisberto de Baden-Baden (1536–1569).

Guilherme teve também dois filhos ilegítimos:
- Jorge de Hegnenberg (c.1509 – 1590) - tido de Margarete Hausner von Stettberg;
- Ana (morta em 1570) - de mulher desconhecida.

Guilherme está sepultado na Frauenkirche de Munique.